# Мукучунский наслег
Мукучунский наслег — сельское поселение в Кобяйском улусе Якутии Российской Федерации.
Административный центр — село Сайылык.

## История
Статус и границы сельского поселения установлены Законом Республики Саха (Якутия) от 30 ноября 2004 года N 173-З N 353-III «Об установлении границ и о наделении статусом городского и сельского поселений муниципальных образований Республики Саха (Якутия)».

## Население
| 2002  | 2010  | 2011  | 2012  | 2013  | 2014  | 2015  |
| ----- | ----- | ----- | ----- | ----- | ----- | ----- |
| 1156  | ↗1221 | ↘1216 | ↗1221 | ↘1197 | ↘1182 | ↗1183 |
| 2016  | 2017  | 2018  | 2019  | 2020  | 2021  |       |
| ↘1172 | ↘1149 | ↘1144 | ↘1124 | →1124 | ↗1128 |       |

## Состав сельского поселения
| № | Населённый пункт | Тип населённого пункта       | Население |
| - | ---------------- | ---------------------------- | --------- |
| 1 | Сайылык          | село, административный центр | ↗1128     |